# Dylan Arnold
Dylan Arnold (* 11. Februar 1994 in Seattle, Washington) ist ein US-amerikanischer Schauspieler.

## Leben und Karriere
Dylan Arnold wurde in Seattle geboren, wuchs aber auf Bainbridge Island, einer Insel nordwestlich des Bundesstaats Washington, auf. Er absolvierte ein Studium an der University of North Carolina School of the Arts.
Arnold übernahm zunächst kleinere Rollen in Spielfilmen wie Grow Up!? – Erwachsen werd’ ich später, 4 Minute Mile oder Mudbound. 2017 und 2019 wirkte er in zwei Folgen der Fernsehserie S.W.A.T. mit. Im Jahr 2018 hatte er in der Fernsehserie Nashville eine wiederkehrende Rolle als Jonahs Kindheitsfreund Twig inne. Im gleichen Jahr war Arnold als Penelopes drogenabhängiger Ex-Freund Henry in der Serie The Purge – Die Säuberung zu sehen. Darüber hinaus spielte er in den Horrorfilmen Halloween und Halloween Kills mit. In dem 2019 erschienenen Liebesfilm After Passion sowie dessen Fortsetzung After Truth verkörperte Arnold Tessas Freund Noah. In der dritten Staffel der Netflix-Serie You – Du wirst mich lieben übernahm er die Hauptrolle des Theo Engler, dem jugendlichen Nachbar von Love und Joe.

## Filmografie (Auswahl)
- 2012: Fat Kid Rules the World
- 2014: Grow Up!? – Erwachsen werd’ ich später (Laggies)
- 2014: 4 Minute Mile
- 2014: 7 Minuten (7 Minutes)
- 2017: Mudbound
- 2017: When We Rise (Miniserie, Folge 1x02)
- 2017–2019: S.W.A.T. (Fernsehserie, 2 Folgen)
- 2018: Nashville (Fernsehserie, 8 Folgen)
- 2018: The Purge – Die Säuberung (The Purge, Fernsehserie, 3 Folgen)
- 2018: Halloween
- 2019: After Passion (After)
- 2019–2020: Into the Dark (Fernsehserie, 2 Folgen)
- 2020: After Truth (After We Collided)
- 2021: Halloween Kills
- 2021: You – Du wirst mich lieben (You, Fernsehserie, 9 Folgen)
- 2023: Oppenheimer
- 2024: Lady in the Lake (Miniserie)